# تجربة NA62
تجربة NA62 إحدى تجارب فيزياء الجسيمات في المنطقة الشمالية من المسرع الأكبر للبروتونات في معمل سيرن.
وتهدف لإتخاذ البيانات عام 2013-2015 وبذلك ستكون التجربة الأولى التي تتحقق من إضمحلال شحنة كاون وصولا إلى 10−12, المتحدث الرسمي عنها هو Augusto Ceccucci.

## هدف التجربة
تهدف إلى التركيز على دقة اختبار نظرية النموذج العياري من خلال دراسة الإضمحلال النادر لشحنة كاوون
(K+ → π+ + ν + ν
وبشكل أكثر دقة هي تهدف إلى تحديد العنصر |Vtd| من عناصر مصفوفة كابيبو-كوباياشي-ماسكاوا بواسطة الإضمحلال على مدى سنتين.
هذه العناصر تتعلق بدقة احتمال اضمحلال كوارك قمي إلى كوارك قعري.
مجموعة بيانات الجسيمات من قائمة جسيمات فيزيائية لعام 2008 هي :
|Vtd| = 0.00874+0.00026
−0.00037.

## اقرأ أيضا
- "Proposal to measure the rare decay K+ → π+νν at the CERN SPS" (PDF). CERN. 11 يونيو 2005. CERN-SPSC-2005-013. مؤرشف من الأصل (PDF) في 2016-03-23. اطلع عليه بتاريخ 2009-09-28.
- "NA62 Technical Design". CERN. ديسمبر 2010. CERN NA62-10-07. مؤرشف من الأصل في 2019-06-13. اطلع عليه بتاريخ 2011-04-29.
- Andreas Winhart (15 يوليو 2009). "A precision test of lepton universality in K →lν decays by NA62 at CERN" (PDF). EMG Seminar. مؤرشف من الأصل (PDF) في 2021-06-29. اطلع عليه بتاريخ 2009-09-28.

## وصلات خارجية
- NA62 website
- CERN Grey Book > NA48/3 experiment
- CERN Grey Book > NA62 experiment
- P-326/NA62 experiment TWiki Pages